# مهدي عبد الجبار
مهدي عبد الجبار مهدي درويش حسن (25 يونيو 1991 في المنامة، البحرين) هو لاعب كرة قدم بحريني يجيد اللعب في مركز المهاجم. يلعب حاليا لصالح الخالدية في الدوري البحريني الممتاز منذ 2023.

## المسيرة الرياضية

### الأندية
في 1 يوليو 2008 تم تصعيد عبد الجبار للفريق الأول بنادي الاتحاد البحريني (الدرجة الثانية). في موسمه الأول 2008-2009 وفي بطولة دوري التصنيف ساهم في احتلال فريقه المركز السادس عشر وبالتالي اللعب في الدرجة الثانية في الموسم التالي. وفي بطولة كأس ملك البحرين ساهم في وصول فريقه إلى الدور 16 حينها خسر من الرفاع 0-5. وفي بطولة كأس الاتحاد البحريني فشل فريقه في التأهل إلى الدور النصف النهائي عندما احتل المركز الرابع الأخير في المجموعة الرابعة بفارق 4 نقاط عن المتصدر البسيتين.
في موسمه الثاني 2009-2010 وفي بطولة دوري الدرجة الثانية ساهم في احتلال فريقه المركز الرابع بفارق 11 نقطة عن صاحب المركز الثاني سترة. وفي بطولة كأس ملك البحرين خرج فريقه من مباراته الأولى عندما خسر في الدور 16 من البسيتين 1-2.
في موسمه الثالث 2010-2011 وفي بطولة كأس ملك البحرين خرلاج فريقه من مباراته الأولى عندما خسر في الدور 16 من البسيتين 0-2. وفي بطولة كأس الاتحاد البحريني ألغيت البطولة بعد مرور 8 جولات.
في موسمه الرابع 2011-2012 وفي بطولة دوري الدرجة الثانية ساهم في احتلال فريقه المركز الرابع بفارق 9 نقاط عن صاحب المركز الثاني المالكية. وفي بطولة كأس ملك البحرين خرج فريقه من مباراته الأولى عندما خسر في الدور 16 من المالكية 2-3.
في 1 يوليو 2012 انتقل عبد الجبار من الاتحاد إلى الطليعة العماني (دوري المحترفين) بالإعارة لمدة موسمين. في موسمه الأول 2012-2013 وفي بطولة دوري المحترفين العماني ساهم في احتلال فريقه المركز الثاني عشر بفارق نقطتين عن منطقة الأمان فانتقل إلى ملحق البقاء حيث خسر من صحار بأفضلية الأهداف خارج الأرض بعد تعادلهما 1-1 في مجموع المباراتين وبالتالي هبط إلى الدرجة الأولى. وفي بطولة كأس السلطان ساهم في وصول فريقه إلى الدور الربع النهائي حينها خسر من العروبة 2-3. وفي بطولة كأس الاتحاد العماني فشل فريقه في التأهل إلى الدور الربع النهائي عندما احتل المركز الثالث الأخير في المجموعة الثانية بفارق 4 نقاط عن صاحب المركز الثاني العروبة.
في موسمه الثاني والأخير 2013-2014 وفي بطولة دوري الدرجة الأولى ساهم في احتلال فريقه المركز العاشر بفارق نقطتين عن منطقة الهبوط. وفي بطولة كأس السلطان خرج فريقه من مباراته الأولى عندما خسر في الدور 32 من صحار 1-2. في 30 يونيو 2014 انتهت الإعارة وعاد عبد الجبار إلى الاتحاد.
في موسمه الخامس 2014-2015 وفي بطولة كأس ملك البحرين خرج فريقه من مباراته الأولى عندما خسر في الدور 16 من قلالي 2-3.
في موسمه السادس 2015-2016 وفي بطولة كأس ملك البحرين ساهم في وصول فريقه إلى الدور 16 حينها خسر من الرفاع 0-4. وفي بطولة كأس الاتحاد البحريني فشل فريقه في التأهل إلى الدور النصف النهائي عندما احتل المركز الرابع في المجموعة الأولى بفارق 4 نقاط عن صاحب المركز الثاني الحد.
في موسمه السابع 2016-2017 وفي بطولة دوري الدرجة الثانية ساهم في احتلال فريقه المركز الثاني الوصيف بفارق 9 نقاط عن البطل الشباب وبالتالي صعدا معا إلى الدوري الممتاز. وفي بطولة كأس ملك البحرين ساهم في وصول فريقه إلى الدور الربع النهائي حينها خسر من المحرق 0-1. وفي بطولة كأس الاتحاد البحريني فشل فريقه في التأهل إلى الدور النصف النهائي عندما احتل المركز السادس في المجموعة الأولى بفارق 7 نقاط عن صاحب المركز الثاني البديع.
في موسمه الثامن والأخير 2017-2018 وفي بطولة الدوري الممتاز ساهم في احتلال فريقه المركز التاسع قبل الأخير بفارق 3 نقاط عن صاحب المركز الثامن الرفاع الشرقي المؤهل إلى ملحق البقاء وبالتالي هبط إلى الدرجة الثانية. وفي بطولة كأس ملك البحرين ساهم في وصول فريقه إلى الدور النصف النهائي حينها خسر من النجمة 0-1 في مجموع المباراتين.
في 1 يوليو 2018 انتقل عبد الجبار من الاتحاد إلى الرفاع البحريني (الدوري الممتاز) في صفقة انتقال حر. في موسمه الأول 2018-2019 وفي بطولة الدوري الممتاز ساهم في تتويج فريقه بالبطولة بعدما تصدر الترتيب بفارق 6 نقاط عن وصيفه المنامة ليحقق عبد الجبار أولى بطولاته مع الأندية. وفي بطولة كأس ملك البحرين ساهم في تتويج فريقه بالبطولة بعدما تغلب في المباراة النهائية على الحد 2-1 ليحقق عبد الجبار ثاني بطولاته مع الأندية. وفي بطولة كأس النخبة البحريني فشل فريقه في التأهل إلى الدور النصف النهائي بعدما احتل المركز الثالث الأخير في المجموعة الأولى بفارق نقطة واحدة عن صاحب المركز الحد. وفي بطولة كأس الاتحاد البحريني فشل فريقه في التأهل إلى الدور النصف النهائي عندما احتل المركز الثالث في المجموعة الثالثة بفارق 3 نقاط عن المتصدر البحرين. وفي بطولة كأس العرب للأندية الأبطال خرج من المرحلة الأولى عندما خسر من مولودية الجزائر الجزائري 1-2 في مجموع المباراتين.
في موسمه الثاني والأخير 2019-2020 وفي بطولة الدوري الممتاز ساهم في احتلال فريقه المركز الثالث بفارق 3 نقاط عن البطل الحد. وفي بطولة كأس ملك البحرين ساهم في وصول فريقه إلى الدور النصف النهائية عندما خسر من الحد 1-3. وفي بطولة كأس السوبر البحريني ساهم في تتويج فريقه بالبطولة بعدما تغلب على المنامة بركلات الترجيح وليحقق عبد الجبار ثالث بطولاته مع الأندية. وفي بطولة كأس الاتحاد البحريني فشل فريقه في التأهل إلى الدور النصف النهائي عندما احتل المركز الثاني في المجموعة الأولى بفارق الأهداف عن المتصدر الحد. وفي بطولة دوري أبطال آسيا خرج فريقه من مباراته الأولى عندما خسر خارج أرضه في الدور التمهيدي الثاني من شهر خودرو الإيراني 0-1 لينتقل للعب في كأس الاتحاد الآسيوي ولكن تم إلغاء البطولة بسبب انتشار جائحة كورونا. وفي بطولة كأس العرب للأندية الأبطال شارك في الدور التمهيدي واستطاع تصدر مجموعته الأولى بثلاث انتصارات على اتحاد طنجة المغربي وهورسيد الصومالي والزوراء العراقي ليتأهل إلى الدور 32 حيث خسر من أولمبيك آسفي المغربي 1-2 في مجموع المباراتين.
في 1 نوفمبر 2020 انتقل عبد الجبار من الرفاع إلى المنامة البحريني (الدوري الممتاز) في صفقة انتقال حر لمدة 3 مواسم. في موسمه الأول 2020-2021 وفي بطولة الدوري الممتاز ساهم في احتلال فريقه المركز الثالث بفارق 14 نقطة عن البطل الرفاع. وفي بطولة كأس ملك البحرين ساهم في وصول فريقه إلى الدور الربع النهائي عندما خسر من الحد 0-3. وفي بطولة كأس الاتحاد البحريني فشل فريقه في التأهل إلى الدور النصف النهائي بعدما احتل المركز الثاني في المجموعة الثانية بفارق نقطة واحدة عن المتصدر المحرق.
في موسمه الثاني 2021-2022 وفي بطولة الدوري الممتاز ساهم في احتلال فريقه المركز الثاني الوصيف بفارق 3 نقاط عن البطل الرفاع. وفي بطولة كأس ملك البحرين ساهم في وصول فريقه إلى الدور الربع النهائي حينها خسر من الرفاع الشرقي بركلات الترجيح. وفي بطولة كأس الاتحاد البحريني فشل فريقه في التأهل إلى الدور النصف النهائي.
في موسمه الثالث والأخير 2022-2023 وفي بطولة الدوري الممتاز ساهم في احتلال فريقه المركز الثاني الوصيف بفارق نقطة واحدة عن البطل الخالدية. وفي بطولة كأس ملك البحرين ساهم في وصول فريقه إلى الدور النصف النهائي حينها خسر من الحالة 1-2 في الوقت الإضافي. وفي بطولة كأس الاتحاد البحريني فشل فريقه في التأهل إلى الدور النصف النهائي عندما احتل المركز الثاني في المجموعة الثانية بفارق نقطة واحدة عن المتصدر الأهلي. وفي بطولة كأس العرب للأندية الأبطال خرج من المرحلة الأولى عندما خسر في الدور التمهيدي الأول من الهلال السوداني 2-4 في مجموع المباراتين.
في 1 يوليو 2023 انتقل عبد الجبار من المنامة إلى الخالدية البحريني (الدوري الممتاز) في صفقة انتقال حر.

### المنتخبات
في 5 فبراير 2016 قرر المدرب الأرجنتيني سيرخيو باتيستا استدعاء عبد الجبار للمشاركة في أول مباراة دولية له مع البحرين وكانت أمام لبنان وانتهت المباراة بفوز البحرين 2-0.
قرر المدرب التشيكي الجديد للبحرين ميروسلاف سوكوب استدعاء عبد الجبار للانضمام إلى تشكيلة البحرين المشارك في تصفيات كأس آسيا 2019 – المرحلة الثالثة ولعب عبد الجبار 4 مباريات مسجلا 4 أهداف وكانت في مرمى تايوان وسنغافورة بالمناصفة وحصد خلالها البحرين 9 نقاط في 4 مباريات واستطاع المساهمة في تصدر البحرين المجموعة الخامسة وبالتالي التأهل إلى نهائيات البطولة.
جدد سوكوب استدعاء عبد الجبار للانضمام إلى تشكيلة البحرين المشارك في بطولة كأس الخليج العربي 23 في الكويت حيث لعب عبد الجبار جميع المباريات أساسيا بدون تسجيل أي هدف وساهم في احتلال البحرين المركز الثاني في المجموعة الثانية من خلال الفوز على اليمن 1-0 والتعادل مع العراق وقطر بنفس النتيجة 1-1 والتأهل إلى الدور النصف النهائي حيث خسر البحرين من عمان بهدف نظيف.
قرر المدرب البرتغالي الجديد للبحرين هيليو سوزا تجاهل استدعاء عبد الجبار للانضمام إلى تشكيلة البحرين الذي شارك في بطولة اتحاد غرب آسيا لكرة القدم 2019 وكأس الخليج العربي 24 وتصفيات كأس العالم 2022 – آسيا الجولة الثانية ولكن بسبب الضغط الإعلامي قرر استدعائه للمشاركة في بطولة كأس العرب 2021 وشارك عبد الجبار بديلا في جميع المباريات الثلاث التي كانت نتائجها الخسارة من قطر وعمان 0-1 و0-3 على التوالي والتعادل مع العراق 0-0 ليفشل البحرين في التأهل إلى الدور الربع النهائي بعد احتلاله المركز الرابع الأخير في المجموعة.

## الإنجازات

### الأندية
- الرفاع (3)
  - الدوري البحريني الممتاز (1): 2019/2018
  - كأس ملك البحرين (1): 2019/2018
  - كأس السوبر البحريني (1): 2019

### الشخصية
- هداف الدوري البحريني الممتاز (2): 2021/2020[4] - 2022/2021[5]
- هداف دوري الدرجة الثانية (1): 2016/2015[6]
- أفضل لاعب في الجولة العاشرة في الدوري البحريني الممتاز 2023/2022
- أفضل لاعب في الجولة الحادية عشر في الدوري البحريني الممتاز 2023/2022
- أفضل لاعب في شهر يناير في الدوري البحريني الممتاز 2023/2022
- أفضل لاعب في شهر فبراير في الدوري البحريني الممتاز 2023/2022

## وصلات خارجية
- مهدي عبد الجبار على موقع إي إس بي إن إف سي (الإنجليزية)
- مهدي عبد الجبار على موقع ناشيونال فوتبول تيمز (الإنجليزية)
- مهدي عبد الجبار على موقع Soccerway.com (الإنجليزية)
- مهدي عبد الجبار على موقع عالم كرة القدم.نت (الإنجليزية)